# Interochromis loocki
Interochromis loocki — вид риб родини цихлові, єдиний у своєму роді Interochromis. Ендемік озера Танганьїка.
Був описаний 1949 року як Limnotilapia loocki. Також відомий як Simochromis loocki.